# Walworth (hrabstwo Walworth)
Walworth – wieś w Stanach Zjednoczonych, w stanie Wisconsin, w hrabstwie Walworth.